# لائیدا برچوندی
لائیدا برچوندی (باسکی: Laida Lertxundi؛ زادهٔ ۱۹۸۱) یک فیلم‌ساز و استاد دانشگاه اهل اسپانیا است که در ایالات متحده آمریکا سکونت دارد.
او لیسانس هنرهای زیبا را از کالج بارد در نیویورک و فوق‌لیسانس خود را از مؤسسه هنرهای کالیفرنیا (کَل‌آرتس) دریافت داشت. او استاد رشتهٔ هنرهای زیبا و علوم انسانی در دانشگاه مرکز هنر طراحی در پاسادینا، کالیفرنیا است و پیش‌تر نیز در استاد دانشگاه کالیفرنیا، سن دیگو و مؤسسه هنرهای کالیفرنیا (کَل‌آرتس) بود.